# Radio Maryja

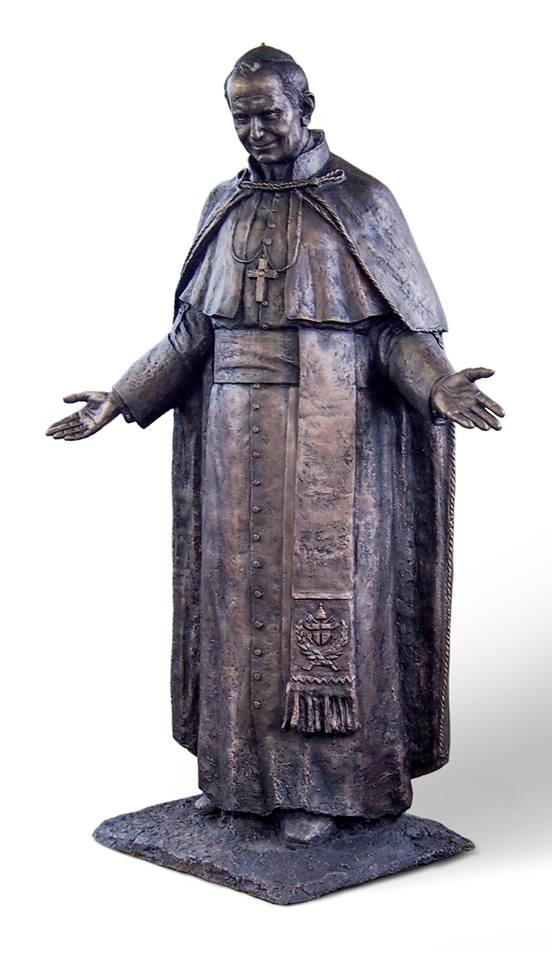
Pomnik Jana Pawła II przed siedzibą Radia Maryja, dłuta gdańskiego rzeźbiarza Giennadija Jerszowa 2014 rok

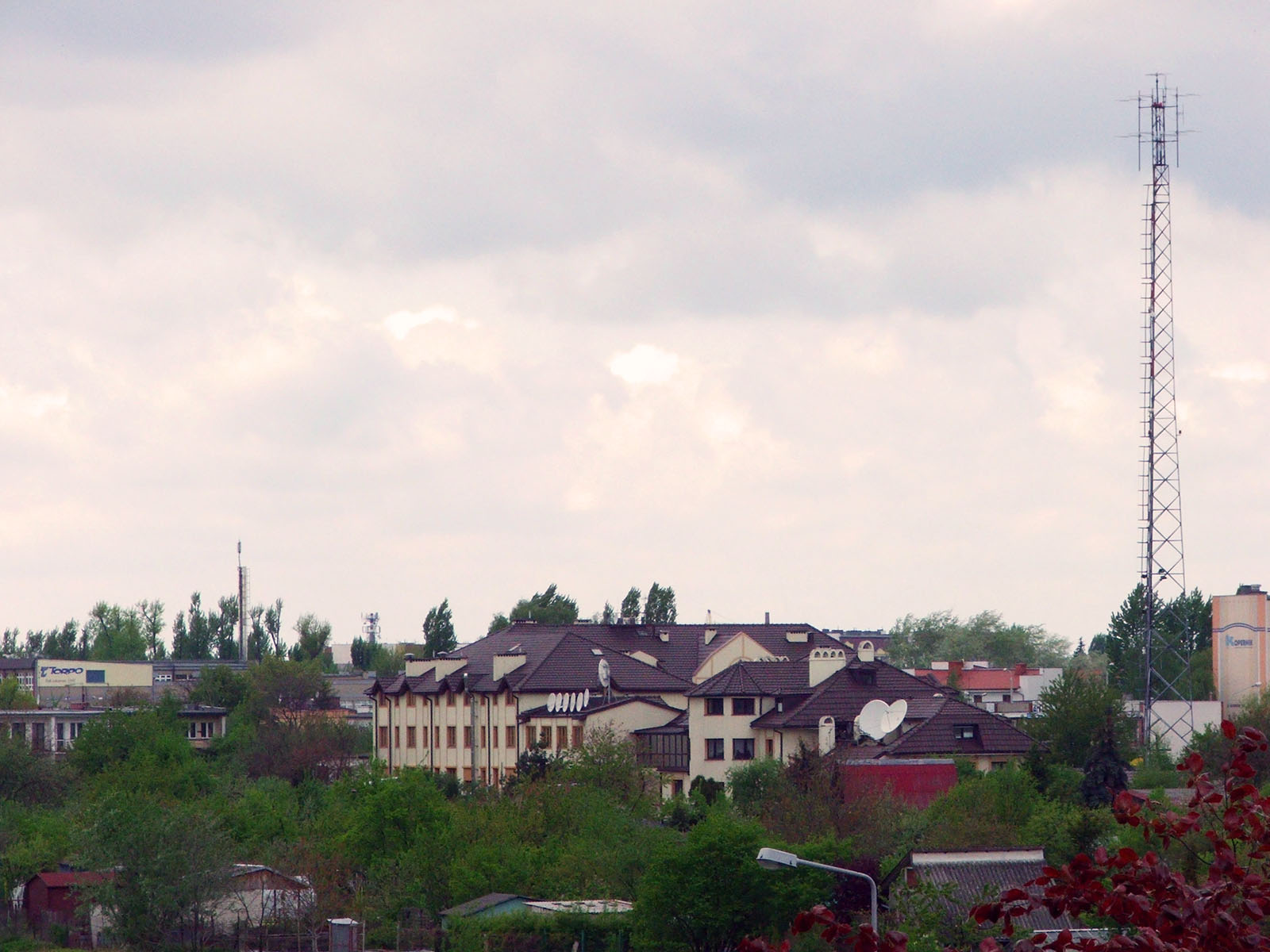
Siedziba Radia Maryja widziana od strony południowej

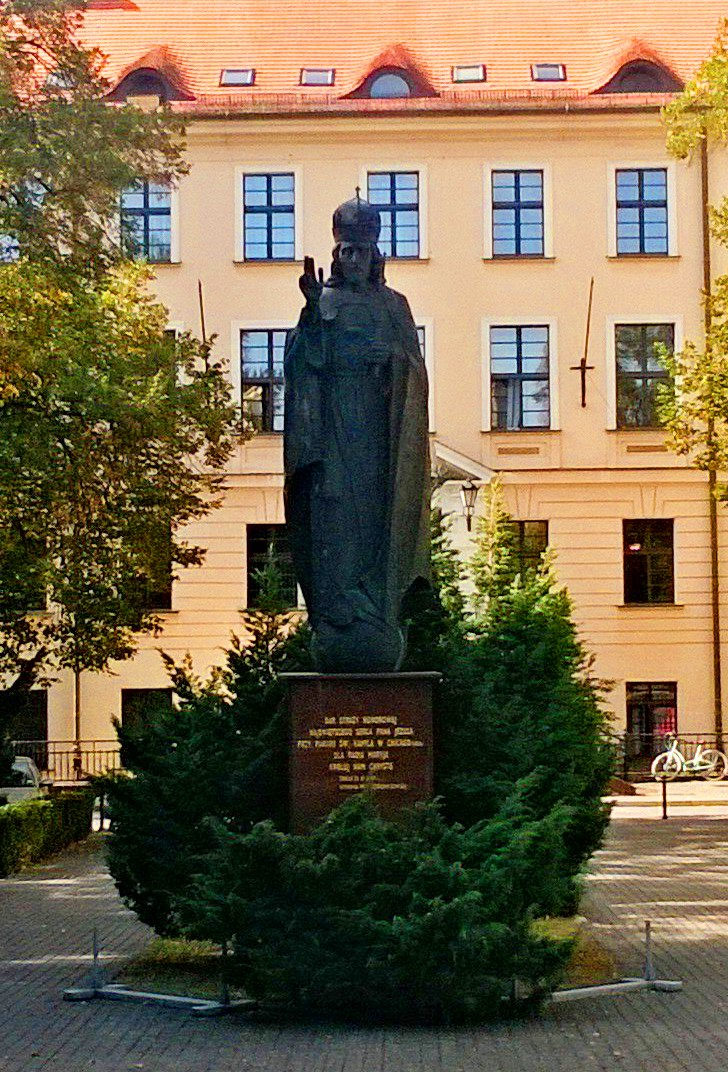
Pomnik Chrystusa Króla w Toruniu, dar dla społeczności Radia Maryja od parafian św. Kamila w Chicago z USA

Radio Maryja – polska rozgłośnia radiowa o charakterze społeczno-katolickim, założona 8 grudnia 1991 w Toruniu przez zakonników ze Zgromadzenia Najświętszego Odkupiciela (redemptorystów) z o. Tadeuszem Rydzykiem na czele. Jest rozgłośnią religijną o największym zasięgu w Polsce. Część emitowanych audycji pokrywa się z równoległą transmisją w Telewizji Trwam.

## Lokalizacja
Siedziba radia znajduje się w północnej części miasta, w dzielnicy Chełmińskie Przedmieście, przy ul. Żwirki i Wigury 80.

## Sytuacja własnościowa i prawna
Radio funkcjonuje jako kościelna osoba prawna należąca do Kościoła rzymskokatolickiego; posiadaczem koncesji jest zakon katolicki – Zgromadzenie Najświętszego Odkupiciela (redemptoryści), podlegający kanonicznie papieżowi. Dyrektorem Radia jest o. Tadeusz Rydzyk. W dokumentach przedstawionych KRRiT o. Rydzyk figuruje jako jednoosobowy organ nadzorczy, jednoosobowy organ zarządzający i jednoosobowy organ kontrolny Radia Maryja.
Radio Maryja nadaje na podstawie ogólnopolskiej koncesji nr 003/K/2008-R z dnia 9 maja 2008. udzielonej Warszawskiej Prowincji Redemptorystów, która jest ważna do 2018. Koncesja określa program Radia Maryja jako program o charakterze społeczno-religijnym, przedstawiającym zagadnienia wiary chrześcijańskiej oraz problemy życia społecznego z punktu widzenia wiary i społecznej nauki Kościoła katolickiego. W lipcu 2018 koncesja została przedłużona na kolejne 10 lat, czyli do 2028.

## Historia
10 lutego 1990 w sanktuarium Bożego Miłosierdzia w Łagiewnikach o. Tadeusz Rydzyk wraz z Iwano Pietrobellim podjęli decyzję stworzenia Radia Maryja. W marcu 1991 prowincjał oo. redemptorystów w Polsce zgodził się na start radia. 9 czerwca 1991 stacja otrzymała pierwsze pozwolenia na stacje nadawcze w Toruniu i Bydgoszczy. Środki na postawienie pierwszego masztu nadawczego Tadesz Rydzyk uzyskał od Vassuli Ryden.
Radio Maryja rozpoczęło nadawanie programu radiowego 9 grudnia 1991, działając jako stacja lokalna. Statut radiu nadał prowincjał oo. redemptorystów. Rozgłośnia otrzymała następnie 117 koncesji lokalnych nie przystępując do konkursu na koncesję ogólnokrajową. Dodatkowo w 1993 niektóre diecezje udostępniły Radiu Maryja otrzymane przez nich od KRRiT częstotliwości radiowe. 23 czerwca 1994 Krajowa Rada Radiofonii i Telewizji zmieniła to na siedmioletnią koncesję ogólnokrajową i obiecała 80% pokrycia powierzchni kraju.
Radio Maryja w 1993 uzyskało status nadawcy społecznego – w zamian za zobowiązanie się do rezygnacji z emisji reklam, opłata koncesyjna została zredukowana o 80% (dla stacji ogólnokrajowej wynosi ona w granicach 7 mln 640 tys. złotych rocznie).
27 marca 1993 Radio Maryja rozpoczęło nadawanie za pośrednictwem satelity Eutelsat II.
28 czerwca 1994 Radio zostało zaproszone przez ówczesnego prezydenta Rzeczypospolitej Polskiej, Lecha Wałęsę, do Pałacu Prezydenckiego, gdzie odpowiadał on na pytania słuchaczy.
27 października 1994 Radio Maryja rozpoczęło nadawanie programu za pośrednictwem satelity Galaxy VII na obszar Ameryki Północnej i Środkowej, a 20 lipca 1995 za pośrednictwem satelity Hot Bird 1. Od 23 sierpnia do 24 września nadawało próbną transmisję na falach krótkich, przeznaczoną dla Polaków na Wschodzie.
W grudniu 1998 roku powstała strona internetowa Radia Maryja pod adresem URL www.radiomaryja.pl, która w maju 2000 roku przekształciła się w portal internetowy stacji radiomaryja.pl.
Od 2 maja 2006 nadzór nad programem i treściami emitowanymi w radiu sprawuje 8-osobowa Rada Programowa, w której skład wchodzi 4 członków powoływanych przez Episkopat Polski oraz 4 członków powoływanych przez zakon redemptorystów. Jej pierwszym przewodniczącym został ks. prof. Wacław Depo, obecnie metropolita archidiecezji częstochowskiej.
24 czerwca 2006 Konferencja Episkopatu Polski zatwierdziła umowę z Warszawską Prowincją Redemptorystów odnośnie do funkcjonowania Radia Maryja, a także statut Radia Maryja i regulamin Rady Programowej.
28 marca 2007 w Warszawie odbył się Marsz Dla Życia, którego głównym organizatorem było Radio Maryja i Telewizja Trwam.
5 stycznia 2008 Radio Maryja wraz z Telewizją Trwam i „Naszym Dziennikiem” zostały uhonorowane medalem Milito pro Christo za „chwalebne i zaszczytne pełnienie misji pasterskiej, dając świadectwo najwyższym wartościom, jakimi są prawda i umiłowanie Ojczyzny”, odebrane z rąk biskupa polowego Wojska Polskiego Tadeusza Płoskiego w warszawskiej katedrze polowej Wojska Polskiego.
25 listopada 2016 Poczta Polska wprowadziła do obiegu okolicznościowy znaczek z okazji 25-lecia radia. Walor wydrukowano techniką rotograwiurową, na papierze fluorescencyjnym, w formacie 43x31,25 mm. Nakład wyniósł 360.000 sztuk. Autorem projektu była Marzanna Dąbrowska.

## Elementy programu
Głównymi elementami programu rozgłośni są: ewangelizacja, modlitwa, medytacja, muzyka religijna oraz publicystyka społeczno-polityczna. Radio emituje programy, takie jak: Rozmowy niedokończone, w których porusza się różnorodne tematy, Aktualności dnia, Audycje dla małżonków i rodziców, Audycje dla młodych, Audycje dla rolników, Porady, Katechezy oparte na Katechizmie Kościoła Katolickiego, nauczaniu papieży i biskupów, odmawianiu brewiarza, różańca, koronki do Miłosierdzia Bożego, godzinek. Codziennie transmitowana jest msza święta oraz apel jasnogórski z Częstochowy. Retransmitowany jest serwis informacyjny Radia Watykańskiego. Transmitowane są wszystkie pielgrzymki papieskie oraz cotygodniowa modlitwa Anioł Pański. Radio emituje też m.in. następujące programy: Mogę, chcę pomóc, audycje dla dzieci, Radiowa lektura (cykliczny program, w którym czytane są książki), Muzyka mistrzów (program o muzyce poważnej).

### Struktura oferty programowej Radia Maryja w 2007 roku[9]
- 44,1% – Religia,
- 21,5% – Publicystyka i informacje
- 14,4% – Muzyka
- 7,2% – Informacje,
- 3,4% – Audycje dla dzieci i młodzieży,
- 2,7% – Inne audycje słowne i słowno-muzyczne,
- 2,4% – Audycje edukacyjne,
- 1,5% – Literackie audycje i formy udramatyzowane,
- 1,5% – Poradnicze,
- 0,6% – Rozrywka.

## Zasięg

### Polska
Radio Maryja nadaje z 126 nadajników UKF na terenie całego kraju. Jest ich zdecydowanie więcej niż innych stacji ogólnopolskich, ponieważ nadają one z mniejszą mocą niż stacje komercyjne czy publiczne. Poza tym stacja obecna dostępna jest w trzech multipleksach DAB+.

### Zagranica
Sygnał stacji przekazywany jest przez satelity do Europy i Ameryki Północnej, poprzez wynajmowanie czasu w kilku rozgłośniach w Stanach Zjednoczonych i Kanadzie (do 2020 roku) oraz przez Internet. Do 2003 emitowano ją również z nadajników krótkofalowych wynajmowanych w Rosji.

## Statystyki słuchalności
W latach 2001–2009 średni udział w czasie słuchania stacji Radio Maryja wyniósł 2,52% czasu antenowego dając jej stabilną, piątą pozycję wśród ogólnopolskich rozgłośni radiowych. Według danych za okres od września do listopada 2012 udział w czasie słuchania rozgłośni wyniósł 2,90%.
We wrześniu 2011 Radio Maryja zajęło trzecią pozycję wśród najbardziej opiniotwórczych stacji radiowych. Na informacje pochodzące z toruńskiej rozgłośni media powoływały się łącznie 92 razy, dla porównania w tym samym okresie na Radio Zet powołano się 97, natomiast na lidera rankingu – RMF FM – 417 razy.
Według badania Radio Track (wykonane przez Millward Brown SMG/KRC) za okres grudzień 2013 – luty 2014, wskaźnik słuchalności radia Maryja wynosi 2,5 proc., co daje tej stacji 5. pozycję w Polsce.

### Przedział wiekowy słuchaczy w 2011 roku[15]
- ok. 41% – osoby w wieku 60–75 lat,
- 40% – osoby w wieku 40–59 lat,
- 14% – osoby w wieku 25–39 lat,
- 5,6% – osoby w wieku 15–24 lat.

### Przedział słuchaczy pod względem poziomu wykształcenia w 2011 roku[16]
- 46% – wykształcenie średnie,
- 25% – wykształcenie wyższe (13,5% w 2006; 9% w 2001 roku),
- ok. 16% – wykształcenie zawodowe,
- 12% – wykształcenie podstawowe.

## Społeczność

### Rodzina Radia Maryja
Wspólnota słuchaczy i osób identyfikujących się z poglądami prezentowanymi w Radiu Maryja tworzy tzw. Rodzinę Radia Maryja. Organizacyjnie tworzy ona struktury działające przy parafiach za zgodą proboszczów:
- Biura Radia Maryja,
- Koła Przyjaciół Radia Maryja,
- Młodzieżowe Koła Przyjaciół Radia Maryja,
- Podwórkowe Kółka Różańcowe Dzieci przy Radiu Maryja (których założycielką jest Magdalena Buczek).

Od 1993 corocznie w drugą niedzielę lipca odbywają się pielgrzymki Rodziny Radia Maryja (słuchaczy Radia Maryja) na Jasną Górę. Na XIII Pielgrzymce Rodziny Radia Maryja 9–10 lipca 2005 na Jasną Górę przybyło ok. 500 tysięcy wiernych identyfikujących się z Rodziną Radia Maryja. Podobne pielgrzymki organizowane są dla kół młodzieżowych i Podwórkowych Kółek Różańcowych Dzieci. Rodzina Radia Maryja spotyka się ponadto na cotygodniowych spotkaniach regionalnych oraz na dniach skupienia.
Fundacja Nasza Przyszłość wydaje miesięcznik Rodzina Radia Maryja.
Ponadto co roku od końca lat 90. XX w. w siedzibie rozgłośni w Toruniu odbywa się coroczny zjazd słuchaczy i miłośników rozgłośni – Zlot Słuchaczy Radia Maryja.
W 1997 powstała organizacja Zespół Wspierania Radia Maryja mająca na celu wspieranie Radia Maryja i jego programów. Co roku 7 grudnia podczas obchodów rocznicy powstania Radia Maryja Zespół Wspierania Radia Maryja przedstawia komunikat podsumowujący działalność rozgłośni.
14 marca 2012 Konferencja Episkopatu Polski zatwierdziła statut Rodziny Radia Maryja.
Po objęciu władzy przez partię Prawo i Sprawiedliwość i jej koalicjantów jesienią 2015, w działalność Radia włączają się przedstawiciele Rady Ministrów. Uczestniczą w publicznych wydarzeniach organizowanych przez Radio. Np. 1 grudnia 2018 podczas uroczystej mszy z okazji 27. rocznicy powstania Radia wystąpił z przemówieniem premier Mateusz Morawiecki, który modlił się w słowach: „Matko Boska Nieustającej Pomocy, to jest moja wielka prośba, wielkie zawołanie: Miej w opiece naród cały. Również tych, którzy nie kochają Polski aż tak mocno jeszcze, póki co, tak jak my tutaj, tak jak cała rodzina Radia Maryja”. Czynny udział w tym nabożeństwie wzięli także udział m.in. Mariusz Błaszczak, Antoni Macierewicz, Joachim Brudziński, Beata Kempa i Jan Szyszko.
W 2019 roku odbyły się 28. urodziny Radia Maryja. Odbyły się w Arena Toruń. Przyjechało wiele wiernych z całego kraju, a także politycy m.in. Zbigniew Ziobro i Mariusz Błaszczak. Wokół tego wydarzenia narosło wiele kontrowersji ze względu na sposób uciszania wiernych przez o. Tadeusza Rydzyka.

### Krajowy Sekretariat SOS dla Radia Maryja
Organizacja założona w 1999 przez prof. Ryszarda Bendera, której udało zebrać się 7 milionów podpisów zwolenników przyznania koncesji dla Radia Maryja. Organizacja działa nadal i zabiera głos w sprawach dotyczących głównie Radia Maryja, inicjatyw przy nim powstałych i o. Tadeusza Rydzyka. W skład komitetu oprócz Ryszarda Bendera wchodzą jeszcze dwie osoby: Anna Sobecka i Jan Szafraniec.

## Osoby związane z rozgłośnią

### Prowadzący audycje
Większość audycji prowadzą ojcowie z zakonu warszawskiej prowincji redemptorystów, część zaś osoby świeckie (w tym studenci Wyższej Szkoły Kultury Społecznej i Medialnej). Najbardziej znani prowadzący to:
- o. dr Piotr Andrukiewicz,
- o. Jacek Cydzik (centrala RM w Toronto),
- o. Zbigniew Pieńkos (centrala RM w Chicago),
- o. Grzegorz Moj,
- o. Piotr Dettlaff,
- o. Waldemar Gonczaruk,
- o. Jan Król,
- o. Benedykt Cisoń,
- o. Dariusz Drążek,
- o. Zdzisław Klafka,
- o. Janusz Dyrek,
- o. dr Bolesław Słota,
- o. Marek Kordecki,
- o. Marcin Krupa,
- o. Jacek Aniszewski,
- o. Grzegorz Woś,
- o. Marian Sojka,
- o. Wacław Zyskowski,
- o. Dawid Wilczyński,
- o. Witold Hetnar,
- o. Robert Borzyszkowski[23],
- o. Patryk Reczek[23]

Niekiedy audycje prowadzi sam o. Tadeusz Rydzyk, są to najczęściej poranne katechezy albo programy wieczorne. Dawniej z Radiem Maryja współpracowali: o. Jan Mikrut i o. Tomasz Jurkiewicz.

### Stali publicyści i komentatorzy
- Tadeusz Guz – profesor KUL, polski filozof i teolog,
- Stanisław Michalkiewicz – prawnik, publicysta,
- Zbigniew Hałat – lekarz, były wiceminister zdrowia,
- Jerzy Kraj OFM – doktor teologii, felietonista w latach 2000–2013,
- Michał Bednarz – doktor habilitowany nauk teologicznych,
- Marek Chmielewski – profesor KUL, teolog,
- Marek Czachorowski – doktor filozofii,
- Janusz Kawecki – profesor nauk technicznych,
- Urszula Krupa – doktor nauk medycznych,
- Ewa Polak-Pałkiewicz – publicysta,
- Leszek Kożuchowski – ekolog,
- Mirosław Piotrowski – profesor KUL, historyk, europoseł,
- Mieczysław Ryba – doktor habilitowany nauk historycznych,
- Mirosław Król – dziennikarz,
- Piotr Jaroszyński – profesor KUL, polski filozof, kierownik Katedry Filozofii Kultury KUL, wykładowca WSKSiM w Toruniu,
- Krystyna Pawłowicz – prawnik, specjalistka od prawa gospodarczego, posłanka na Sejm VII kadencji,
- Mariusz-Orion Jędrysek – profesor nauk o Ziemi,
- Zbigniew Cichoń – adwokat,
- Krystyna Czuba – profesor nauk teologicznych, medioznawca,
- Jerzy Żyżyński – profesor nauk ekonomicznych,
- Janusz Wojciechowski – sędzia, były prezes NIK,
- Zbigniew Jacyna-Onyszkiewicz – profesor fizyki.
- Krzysztof Kawęcki – historyk

Dawniej do najbardziej znanych felietonistów należeli:
- Ryszard Bender – profesor doktor habilitowany nauk historycznych,
- Mieczysław Albert Krąpiec OP – profesor zwyczajny, doktor habilitowany nauk filozoficznych,
- Janusz Nagórny – profesor doktor habilitowany nauk teologicznych,
- Jerzy Robert Nowak – doktor habilitowany nauk politycznych, prof. WSKSiM
- Bogusław Wolniewicz – profesor doktor habilitowany, filozof
- Antoni Zięba – doktor inżynier,

Niektórzy felietoniści występują w cyklicznej audycji pt. Myśląc Ojczyzna. Częstymi komentatorami bieżących wydarzeń są także dziennikarze Naszego Dziennika.

## Fundusze
Głównym źródłem finansowania są dobrowolne składki radiosłuchaczy. Wsparcia radiu i innym przedsięwzięciom dyrektora radia udzielał również Jan Kobylański, biznesmen polskiego pochodzenia oraz prezes największej organizacji polonijnej (USOPAŁ) w Ameryce Południowej.
Stacja współorganizowała duże, ogólnopolskie zbiórki finansowe na cele, których nie zrealizowała (wykup Stoczni Gdańskiej, wykup spółki Tormięs). Reagując na liczne zarzuty w mediach zaoferowała w okresie późniejszym, poprzez komunikaty na swojej antenie, zwrot przelewów oraz innych darowizn osobom, które takich zwrotów mogły się słusznie domagać. Między innymi dlatego 12 maja 2006 Prokuratura Krajowa, podobnie jak prokuratura okręgowa, nie znalazła podstaw by wszcząć śledztwo w tej sprawie.

## Inne przedsięwzięcia medialne
Pokrewnymi przedsięwzięciami zainicjowanymi przez o. Tadeusza Rydzyka są: Telewizja Trwam, Nasz Dziennik, wydawnictwo Fundacji Nasza Przyszłość oraz Wyższa Szkoła Kultury Społecznej i Medialnej.
Należąca do o. Tadeusza Rydzyka i dwóch innych redemptorystów Fundacja Lux Veritatis jest instytucją świecką i nie ma bezpośrednich powiązań z władzami kościelnymi, podobnie jak spółka wydająca gazetę Nasz Dziennik formalnie należąca do jej redaktor naczelnej – Ewy Nowiny-Konopka.

## Nagrody
- Nagroda im. św. Maksymiliana Marii Kolbego, przyznana przez Katolickie Stowarzyszenie Dziennikarzy (15 grudnia 1996)
- Nagroda „Prawda-Krzyż-Wyzwolenie”, przyznana przez Ruchu Światło-Życie za nieustanne propagowanie Ruchu Światło-Życie[26]